# خربة الجوفة
خربة الجوفة هي قرية فلسطينية أخليت من سكانها خلال الحرب العربية الإسرائيلية عام 1948. تمّ احتلالها بتاريخ 12/05/1948، في الحملة العسكريّة جدعون. من قِيل الوحدة العسكرية جولاني. المستوطنات الّتي أقيمت على أراضي البلدة بعد 1948 كانت كيبوتس معاليه جلبواع؛ كذلك كان هناك مُنشآت أخرى أقيمت على أراضي البلدة بعد 1948 كمحمية جلبوع مزراحي.
السّبب الّذي دفع أهل القرية إلى النّزوح هو نزوح بلدات مجاورة. الضّرر الّذي تعرّضت له هذه القرية بعد عام 1948 هو دمار البلدة بالكامل؛ إلّا بعض البيوت الّتي بقيت آثارها. أمّا فيما يتعلّق بالتطهير العرقي الّي تعرّضت له القرية فقد تمّ تطهيرها بالكامل.

## الموقع
كانت القرية تقع على بعد 12 كيلومترا (7.5 ميل) إلى الغرب من جنين، على رأس هضبة دائرية صغيرة التي امتدت من المنحدر الشمالي من (جبل فقوعة). انها تشرف على وادي الأردن إلى الشمال والشمال الشرقي، وكان يربطها به طريق ترابي إلى قرية تل الشوك في منطقة بيسان. صُنّفت خربة الجوقة مزرعةً في معجم فلسطين الجغرافي المفهرس (Palestine Index Gazetteer)، الذي وُضع أيام الانتداب البريطانيّ.

## احتلال القرية
الموقع الجغرافيّ الّي كان يؤطّر القرية كقرية من قضاء جنين، فإنّ جبل فقوعة يفصلها عن جنين. الأمر الّذي جعلها تتأثّر بالأحداث الّتي جرت في مدينة بيسان، الواقعة على بعد 7 كيلومترات إلى الغرب منها. ترجح المصادر أنّ هذه القرية من الممكن أن تكون قد سقطت في قبضة لواء غولاني في أيار/مايو 1948، في أثناء اندفاعه نحو بيسان والوادي المحيط بها. واستناداً إلى المؤرخ الإسرائيلي بني موريس، من الجائز أن يكون سكان خربة الجوفة فرّوا في 12 أيار/مايو، من جرّاء احتلال بيسان التي استسلمت في اليوم نفسه.

## القرية اليوم
اليوم بقيت الآثار شاهدة على وجود القرية فيما سبق فنستطيع رؤية بعض الحيطان المهدمة، فقد حُوّل معظم منازل القرية إلى أنقاض. لكن، منطقة الخربة الآن كلها مسيّجة، وتستخدم مرعى للمواشي. وثمة في الموقع خزان ماء كبير لكيبوتس معاليه غلبواع. بعد سنة 1948، مرّ خط الهدنة الفاصل بين إسرائيل والضفة الغربية على بعد قليل من خربة الجوفة، إلى جهة الغرب، مجتازاً أراضي قرية فقوعة المجاورة -وهي الآن في الضفة الغربية-. وقد ضُمّت أراضي هذه القرية الواقعة إلى الشرق من خط الهدنة، داخل إسرائيل، إلى الأراضي التي كانت تابعة لخربة الجوفة. لذلك لم يعد من الممكن تمييز أراضي فقوعة من أراضي الجوفة. وتقع مستعمرة معاليه غلبواع، التي أُسست في سنة 1962، ضمن هذه الأراضي المختلطة، إلى الجنوب الغربي من موقع القرية.

## التاريخ
في فترة الانتداب البريطاني صنفت القرية بأنها قرية من مؤشر معجم فلسطين.

## وصلات خارجية
- موقع فلسطين في الذاكرة نسخة محفوظة 27 مارس 2019 على موقع واي باك مشين.